# Entoria nuda
Entoria nuda är en insektsart som beskrevs av Brunner von Wattenwyl 1907. Entoria nuda ingår i släktet Entoria och familjen Phasmatidae. Inga underarter finns listade i Catalogue of Life.